# Санту-Эштеван (Сабугал)
Санту-Эштеван (порт. Santo Estêvão) — район (фрегезия) в Португалии, входит в округ Гуарда. Является составной частью муниципалитета Сабугал. По старому административному делению входил в провинцию Бейра-Алта. Входит в экономико-статистический субрегион Бейра-Интериор-Норте, который входит в Центральный регион. Население составляет 360 человек на 2001 год. Занимает площадь 23,59 км².